# La La Land (bande originale)
Pour un article plus général, voir La La Land (film).
La La Land: Original Motion Picture Soundtrack est la bande originale de la comédie musicale La La Land, réalisée par Damien Chazelle et sortie en 2016. L'album est distribué par Interscope Records.
Composées par Justin Hurwitz, la musique du film ainsi que la chanson City of Stars reçoivent les deux Oscars de leurs catégories respectives le 26 février 2017 lors de la 89e cérémonie des Oscars.

## Composition

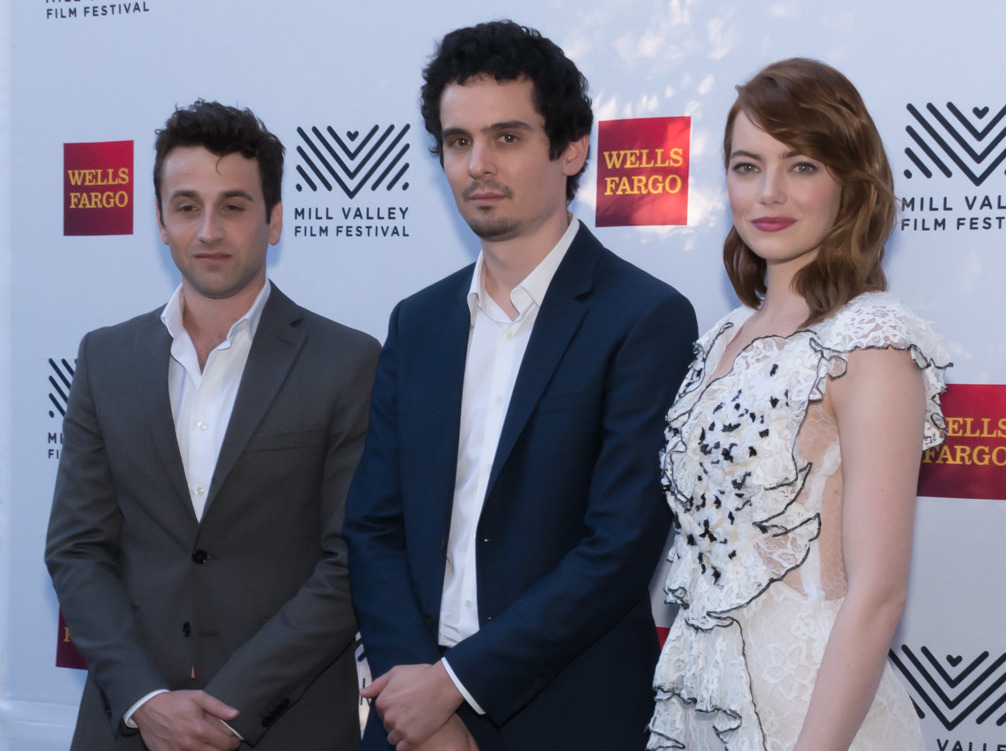
Justin Hurwitz (gauche) a composé la musique sous les directives du réalisateur et scénariste, Damien Chazelle (centre). Les acteurs principaux, Emma Stone (droite) et Ryan Gosling, chantent eux-mêmes dans la BO.

Les chansons et la bande originale de La La Land ont été composées et orchestrées par Justin Hurwitz, camarade de Damien Chazelle à l'université Harvard, qui a également travaillé sur ses deux premiers films. Les paroles des chansons ont été écrites par Pasek and Paul, sauf Start a Fire, écrite par John Legend, Hurwitz, Marius de Vries et Angélique Cinelu.
Le La La Land Jazz Ensemble qui interprète certains thèmes est composé de Randy Kerber (en) (kb), Kevin Axt, Wayne Bergeron (en) (tp), Peter Erskine (d), Dan Higgins (en) (s), Andy Martin (en) (tb), Bob Sheppard (en) (s), et Graham Dechter (eg).

## Liste des thèmes
Sauf indication contraire, les informations mentionnées dans cette section peuvent être confirmées par la base de données cinématographiques IMDb,  présente dans la section « Liens externes ».
| No  | Titre                                                       | Paroles                    | Musique                                                            | Principaux musiciens                                                                    | Durée |
| --- | ----------------------------------------------------------- | -------------------------- | ------------------------------------------------------------------ | --------------------------------------------------------------------------------------- | ----- |
| 1.  | 1812 Overture                                               |                            | Tchaikovsky                                                        | Kálmán Berkes et le Tokyo Musashino Academia Musicae (en) Chorus and Symphony Orchestra |       |
| 2.  | No Two Words                                                |                            | Justin Hurwitz                                                     | La La Land Jazz Ensemble                                                                |       |
| 3.  | Si Ridesta in Ciel L'aurora (La traviata)                   |                            | Verdi                                                              | Slovak Radio Symphony Orchestra                                                         |       |
| 4.  | Anyone Can Get It                                           |                            | Marius de Vries, Eldad Guetta, Justin Hurwitz, Jared Pellerin (en) | Pell (en)                                                                               |       |
| 5.  | It Happened at Dawn                                         | Damien Chazelle            | Justin Hurwitz                                                     | Desiree Garcia                                                                          |       |
| 6.  | Another Day of Sun                                          | Benj Pasek et Justin Paul  | Justin Hurwitz                                                     | Nicholai Baxter, Marius De Vries, Briana Lee (en), Angela Parrish, et Sam Stone         |       |
| 7.  | Japanese Folk Song                                          |                            | Rentarō Taki                                                       | Thelonious Monk                                                                         |       |
| 8.  | Jingle Bells                                                |                            |                                                                    | Boots Randolph                                                                          |       |
| 9.  | Silent Night                                                |                            |                                                                    | Eddie Wakes                                                                             |       |
| 10. | Someone in the Crowd                                        | Benj Pasek et Justin Paul  | Justin Hurwitz                                                     | Callie Hernandez, Sonoya Mizuno, Jessica Rothenberg et Emma Stone                       |       |
| 11. | Jingle Bells, We Wish You a Merry Christmas, Deck the Halls |                            |                                                                    |                                                                                         |       |
| 12. | Take on Me                                                  |                            | Magne Furuholmen, Morten Harket, et Pål Waaktaar-Savoy             | D. A. Wallach (en)                                                                      |       |
| 13. | I Ran                                                       |                            | Frank Maudsley, Paul Reynolds (en)                                 | D. A. Wallach                                                                           |       |
| 14. | Tainted Love                                                |                            | Ed Cobb (en)                                                       | Soft Cell                                                                               |       |
| 15. | A Lovely Night                                              | Pasek and Paul             | Justin Hurwitz                                                     | Ryan Gosling, Emma Stone                                                                |       |
| 16. | When I Wake                                                 |                            | Justin Hurwitz                                                     |                                                                                         |       |
| 17. | Herman's Habit                                              |                            | Justin Hurwitz                                                     | La La Land Jazz Ensemble                                                                |       |
| 18. | Rialto at Ten                                               |                            | Justin Hurwitz                                                     | La La Land Jazz Ensemble                                                                |       |
| 19. | City of Stars (Pier)                                        | Benj Pasek et Justin Paul  | Justin Hurwitz                                                     | La La Land Jazz Ensemble                                                                |       |
| 20. | Rebel et "Planetarium" (La Fureur de vivre)                 |                            | Leonard Rosenman                                                   | Leonard Rosenman                                                                        |       |
| 21. | Madeline                                                    |                            | Justin Hurwitz                                                     | La La Land Jazz Ensemble                                                                |       |
| 22. | It Pays                                                     |                            | Justin Hurwitz                                                     | La La Land Jazz Ensemble                                                                |       |
| 23. | Start a Fire                                                |                            | John Legend, Marius de Vries, Angelique Cinelu et Justin Hurwitz   | John Legend                                                                             |       |
| 24. | City of Stars                                               | Benj Pasek et Justin Paul  | Justin Hurwitz                                                     | Ryan Gosling, Emma Stone                                                                |       |
| 25. | Surprise                                                    |                            | Justin Hurwitz                                                     | La La Land Jazz Ensemble                                                                |       |
| 26. | Boise                                                       |                            | Justin Hurwitz                                                     | La La Land Jazz Ensemble                                                                |       |
| 27. | Audition (The Fools Who Dream) (en)                         | Benj Pasek and Justin Paul | Justin Hurwitz                                                     | Emma Stone                                                                              |       |
| 28. | Boy in the Park                                             |                            | Justin Hurwitz                                                     | La La Land Jazz Ensemble                                                                |       |
| 29. | Cincinnati                                                  |                            | Justin Hurwitz                                                     | La La Land Jazz Ensemble                                                                |       |
| 30. | City of Stars (Humming)                                     |                            | Justin Hurwitz                                                     | Emma Stone                                                                              |       |

## Classements

### Classements hebdomadaires
| Classement (2017)                  | Meilleure place |
| ---------------------------------- | --------------- |
| Allemagne (Media Control AG)       | 7               |
| Australie (ARIA)                   | 7               |
| Autriche (Ö3 Austria Top 40)       | 7               |
| Belgique (Flandre Ultratop)        | 6               |
| Belgique (Wallonie Ultratop)       | 4               |
| Canada (Canadian Albums)           | 3               |
| Danemark (Tracklisten)             | 9               |
| Écosse (OCC)                       | 1               |
| Espagne (Promusicae)               | 1               |
| États-Unis (Billboard 200)         | 2               |
| États-Unis (Billboard Soundtrack)  | 1               |
| Finlande (Suomen virallinen lista) | 8               |
| France (SNEP)                      | 2               |
| Hongrie (Mahasz)                   | 11              |
| Norvège (VG-lista)                 | 10              |
| Nouvelle-Zélande (RIANZ)           | 17              |
| Pays-Bas (Mega Album Top 100)      | 13              |
| Royaume-Uni (UK Albums Chart)      | 1               |
| Suisse (Schweizer Hitparade)       | 3               |
| Taïwan (Five Music)                | 1               |

### Classements de fin d'année
| Classement (2017)                     | Position |
| ------------------------------------- | -------- |
| Australie Albums (ARIA)               | 68       |
| Belgique Albums (Ultratop Flanders)   | 43       |
| Belgique Albums (Ultratop Wallonia)   | 47       |
| Pays-Bas Albums (MegaCharts)          | 86       |
| France Albums (SNEP)                  | 32       |
| Allemagne Albums (Offizielle Top 100) | 98       |
| Mexique Albums (AMPROFON)             | 72       |
| Pologne Albums (ZPAV)                 | 27       |
| Royaume-Uni Albums (OCC)              | 36       |
| États-Unis Billboard 200              | 53       |

| Classement (2018)    | Position |
| -------------------- | -------- |
| France Albums (SNEP) | 180      |

## Certifications
| année | Pays/Région | certification | vente    |
| ----- | ----------- | ------------- | -------- |
| 2017  | monde       |               | 500.000+ |